# Cochliobolus stenospilus
Cochliobolus stenospilus är en svampart som beskrevs av T. Matsumoto & W. Yamam. 1936. Cochliobolus stenospilus ingår i släktet Cochliobolus och familjen Pleosporaceae.   Inga underarter finns listade i Catalogue of Life.